# August Gotthilf Naumann
August Gotthilf Naumann (* 1732 in Berlin; † 27. Juni 1794 ebenda) war ein deutscher Hofbaumeister in Berlin.

## Leben
August Gotthilf Naumann war der Sohn des Hofmaurermeisters Christian August Naumann und Catharina Naumann geb. Höpertin und wurde am 1. Dezember 1732 in der St. Petrikirche zu Berlin getauft. Von seinem Vater erhielt er einen gründlichen Unterricht im Praktischen des Baufachs, so dass er ab 1756 als Kondukteur und ab 1757 als Bauinspektor bei der kurmärkischen Kammer tätig werden konnte. 1765 wurde er Kriegs- und Domänenrat und Vize-Baudirektor. 1770 wurde er als Oberbaurat und Oberbaudirektor an das neu gegründete Oberbaudepartement berufen. 1786 wurde er zum Geheimen Kriegsrat ernannt.
Er hatte mit seiner Ehefrau Anna Maria Elisabeth geb. Kienitz (* 1738; † 1805) die Kinder
- Christian August Emanuel (* ca. 1768; † 1843), königl.-preuß. Kammergerichtsrat und Geheimer Postrat
- Wilhelmine Marie Elisabeth Wegener geb. Naumann (* 23. Juni 1770; † 13. August 1799), Ehefrau des Theologen und Studentenfreund Humboldts[3], Wilhelm Gabriel Wegener (* 10. März 1767; † 16. November 1837)

Er bewohnte ein Haus in der Jägerstraße Nr. 25.

## Werke
- Palais Itzig, Berlin (1762–1763) Umbau und Erweiterung älterer Gebäude. Wurde für den Bau der Börse abgerissen, die im Zweiten Weltkrieg zerstört wurde. Heute befindet sich dort das Spree-Palais.
- Neubau des hofseitigen Längsgebäudes (1777) der Königlichen Porzellan-Manufaktur (ehemaliges Dorville’sches Wohnhaus) in der Leipziger Straße. Nicht mehr vorhanden. Heute Standort des Bundesrates.
- Umbau der Georgenkirche, Berlin (1779–1780), deren 3. Fassung (1894–1898) im Zweiten Weltkrieg zerstört wurde.
- Neubau der Pfarrkirche zu Küstrin (vollendet 1786). Nicht mehr vorhanden.